# ناهد إسلام
محمد ناهد إسلام (بالبنغالية: মো. নাহিদ ইসলাম) ناشط طلابي وسياسي بنغلاديشي. لقد كان مستشارًا لتكنولوجيا المعلومات والاتصالات للحكومة المؤقتة في بنغلاديش منذ 8 أغسطس 2024م. وكان أحد القادة الرئيسيين لحركة إصلاح الحصص البنغلاديشية 2024م، والتي تحولت فيما بعد إلى "حركة عدم التعاون"، مما أدى إلى سقوط حكومة الشيخة حسينة.

## سيرته
ولد ناهد إسلام (لقبه فهيم) في دكا سنة 1998م، وهو طالب علم اجتماع في جامعة دكا. يعمل والده مدرسًا، ووالدته ربة منزل. وهو متزوج وله أخ أصغر اسمه نقيب إسلام ويدرس أيضا في نفس الجامعة.

## نشاطه
كان ناهد منسقًا للحركة الطلابية. "الحركة الطلابية المناهضة للتمييز"، عارضت نظام الحصص في الوظائف الحكومية، والتي تطورت إلى حملة لإزالة حَسِينة من السلطة. حصل على اعتراف وطني في منتصف يوليو 2024م عندما اعتقلته الشرطة هو والعديد من طلاب جامعة دكا الآخرين عندما أصبحت الاحتجاجات عنيفة.
بعد ذلك، في 5 أغسطس، استقالت رئيسة الوزراء البنغلاديشية الشيخة حسينة وهربت من البلاد. وذكر ناهد أن أهدافهم لم تتحقق بالكامل، وبعد استقالة حسينة، هدفت الجماعة إلى "إلغاء الأنظمة الفاشية إلى الأبد". وقام هو وجماعته بتعيين محمد يونس (الحائز على جائزة نوبل) لقيادة حكومة مؤقتة.
وقد تم ضمه إلى الحكومة المؤقتة برئاسة محمد يونس.